# Алексеев, Иван Романович
Иван Романович Алексеев (род. 1918, РСФСР — 1990, Омск, СССР) — советский деятель органов внутренних дел, генерал-майор милиции. Начальник УВД Омского облисполкома в 1973–1984 годах. Один из организаторов системного укрепления кадровой и материальной базы регионального управления МВД.

## Биография
- Родился 7 января 1918 года в крестьянской семье в селе Новознаменка Покрово-Марфинского уезда Тамбовской губернии.
- 1936: Окончил Тамбовскую среднюю школу № 2.
- 1936-1939: Обучение в институте повышения квалификации кадров народного образования.
- 1939: Преподаватель средней школы Уваровского сельского Совета. Призван Уваровским РВК.
- 1939-1940: Обучение в Велико-Устюгском военно-пехотном училище Вологодской области.
- 1940: По решению ЦК ВКП(б) откомандирован на работу в особый отдел НКВД.
- 1941-1945: Оперуполномоченный «СМЕРШа» в оперативных аппаратах боевых частей Воронежского фронта. Участие в боях, ранения (15.08.1941, 1943). Участник Сталинградской битвы и боев за освобождение Воронежской области (1942-1943).
- 1945-1955: Преподаватель специальных дисциплин Таллиннской школы милиции.
- 1955-1957: Старший преподаватель специальных дисциплин Калининградской школы милиции.
- 1956: Обучение в Высшей партийной школе при ЦК КПСС.
- 05.12.1957 - 02.06.1965: Подполковник, начальник Омской школы милиции МВД СССР.
- 1957-1970: Руководитель партийного комитета.
- 1964-1970: Заместитель начальника областного управления охраны общественного порядка Омского облисполкома.
- 23.06.1965 - 1970: Начальник Омской высшей школы МВД.
- 1970-1984: Начальник УВД Омского облисполкома.

Особое внимание уделял профессионализму, дисциплине и воспитанию молодых сотрудников.
Внёс вклад в развитие социально-бытовой сферы: обеспечение жильём, повышение медицинского обслуживания, организация культурных и спортивных инициатив для сотрудников и их семей.
По завершении службы — продолжал участвовать в жизни ветеранских и общественных организаций, читал лекции, был наставником для молодого поколения милиционеров.

## Награды
За боевые и трудовые заслуги награжден 7-ю (семью) орденами и 23 медалями, среди них:
- Два ордена Красной Звезды;

- Орден Отечественной войны 1 степени;

- Орден Отечественной войны 2 степени;

- Два ордена Трудового Красного Знамени;
- Орден Октябрьской революции;

- Медаль За боевые заслуги;

- Медаль За победу над Германией в Великой Отечественной войне 1941-1945 гг.;
- Заслуженный работник Министерства охраны общественного порядка;
- Именем Ивана Алексеева названа одна из улиц в центре города Омска. (2002)[6][7]

## Личная жизнь
Иван Романович Алексеев познакомился со своей будущей женой, Ниной Вознесенской, во фронтовом госпитале в 1944 году, где Нина работала врачом. Их брак был заключен на фронте, вскоре после назначения Алексеева начальником контрразведки. По воспоминаниям Нины, ухаживаний как таковых не было, но чувство Алексеева выражалось в его поступках. Они прожили вместе 46 лет, 4 месяца и 18 дней. В 1945 году у них родилась дочь Виктория, ставшая врачом, а в 1956 году — сын Андрей, который пошел по стопам отца и дослужился до генерала.